# Onciale 063
L'Onciale 063 (numerazione Gregory-Aland; "ε 64" nella numerazione Soden) è un codice manoscritto onciale del Nuovo Testamento, in lingua greca, datato paleograficamente al V secolo.

## Testo
Il codice è composto da 20 spessi fogli di pergamena di 260 per 190 cm, contenenti brani del Vangelo secondo Luca e del Vangelo secondo Giovanni. Il testo è scritto in due colonne per pagina e 29 linee per colonna.
Contenuti
Luca 16,19-18,14; 18,36-19,44; 20,19-23; 20,36-21,20; 22,6-30; 22,53-24,20.41-fin.;
Giovanni 1,1-3,34; 4,45-6,29.

### Critica testuale
Il testo del codice è rappresentativo del tipo testuale bizantino. Kurt Aland lo ha collocato nella Categoria V.

## Storia
Il codice è conservato alla Monastero di Vatopedi (1219) a Monte Athos.
0117 è conservato alla Biblioteca nazionale di Francia a Parigi.